# Direction régionale de l'Alimentation, de l'Agriculture et de la Forêt
 (mars 2014).
Si vous disposez d'ouvrages ou d'articles de référence ou si vous connaissez des sites web de qualité traitant du thème abordé ici, merci de compléter l'article en donnant les références utiles à sa vérifiabilité et en les liant à la section « Notes et références ».
En France, une direction régionale de l'Alimentation, de l'Agriculture et de la Forêt (DRAAF , aussi appelée DAAF dans les départements et régions d'outre-mer et DRIAAF en Île-de-France, pour direction régionale et interdépartementale de l'Alimentation, de l'Agriculture et de la Forêt) est un service déconcentré du ministère de l'Agriculture et de l'Alimentation qui a pour mission de mettre en œuvre, au niveau de la région, la politique nationale en matière d'alimentation, d'agriculture et de forêt.
Les DRAAF ont été créées et sont régies par le décret no 2008-1406 du 19 décembre 2008. Elles se substituent aux directions régionales de l'Agriculture et de la Forêt (DRAF) créées par décret du 28 décembre 1984, à la suite des lois de décentralisation et de déconcentration de 1982. Elles sont sous l'autorité fonctionnelle du préfet de région et sous l'autorité hiérarchique du ministre de l'Agriculture.

## Missions
- Connaissance sociale et économique des territoires ruraux, agricoles et forestiers et des personnes qui y vivent et y travaillent
- Programmation et accompagnement de la politique régionale dans le cadre principalement du contrat de plan État-région
- Formation agricole (lycées professionnels agricoles notamment ; la DRAAF est à ceux-ci ce que le rectorat est aux lycées de l'éducation nationale)
- Développement rural

La DRAAF a donc un rôle de coordination, de programmation, de contrôle et de circulation de l'information.
Certaines DRAAF peuvent exercer des missions interrégionales :
- dans le cadre des zones de défense et de sécurité, où elles exercent le rôle de délégué de zone ;
- pour la coordination de la protection de la forêt méditerranéenne, s'agissant de la DRAAF de Provence-Alpes-Côte d'Azur.

## Domaines d'intervention
Les DRAAF interviennent dans les domaines suivants :
- forêt et filière bois ;
- élevage, y compris l'aquaculture en eau douce ;
- petites et grandes cultures ;
- industrie agroalimentaire ;
- protection des végétaux et contrôle des produits phytosanitaires (SRPV) ;
- politique sociale agricole ;
- statistiques agricoles ;
- enseignement agricole ;
- versement des aides PAC (politique agricole commune)[1].

Les DRAAF disposent d'un membre permanent dans le groupe de coordination inter-bassins du système d'information sur l'eau.

## Organisation
On trouve dans chaque DRAAF une organisation relativement homogène.
En particulier, on trouve toujours :
- un service régional de l'Alimentation (SRAL), en relation avec la DGAL ;
- un service régional de la Formation et du Développement (SRFD), en relation avec la DGER ;
- un service régional pour l'information statistique et économique (SRISE), en relation avec le service de la Statistique et de la Prospective (SSP) ;
- un service régional de FranceAgriMer, en relation avec FranceAgriMer[3] (parfois regroupé avec le service chargé de l'Économie agricole) ;
- un service régional de l'Économie agricole et agroalimentaire (SREAA), en relation avec la DGPE ;
- un service régional de la Forêt et du Bois (SRFB ou SeRFoB), en relation avec la DGPE.

Les sièges régionaux des différentes DRAAF se situent dans les villes suivantes :
- Ajaccio pour la collectivité territoriale de Corse ;
- Amiens pour la région Hauts-de-France ;
- Caen pour la région Normandie ;
- Châlons-en-Champagne pour la région Grand Est ;
- Dijon pour la région Bourgogne-Franche-Comté ;
- Lempdes pour la région Auvergne-Rhône-Alpes ;
- Limoges pour la région Nouvelle-Aquitaine ;
- Marseille pour la région Provence-Alpes-Côte d'Azur ;
- Nantes pour la région Pays de la Loire ;
- Orléans pour la région Centre-Val de Loire ;
- Paris pour la région Île-de-France (voir DRIAAF);
- Rennes pour la région Bretagne ;
- Toulouse pour la région Occitanie.

## Partenaires
La DRAAF travaille en collaboration avec différents partenaires :
- Chambre régionale d'agriculture ;
- Autres services de l'État (environnement notamment) ;
- Conseil régional ;
- Préfecture ;
- Organisations professionnelles agricoles, forestières, et de l'industrie agroalimentaire.

La DRAAF et ses partenaires participent à la définition et la mise en œuvre des politiques de :
- l'aménagement du territoire ;
- la protection du milieu naturel ;
- le développement du tourisme rural ;
- l'emploi ;
- la formation professionnelle.